# Крыжановский, Борис Владимирович
Борис Владимирович Крыжановский (род. 1950) — специалист в области оптико-нейронных систем обработки информации, нейроинформатики и нелинейной оптики, член-корреспондент РАН (2006).

## Биография
Родился 5 января 1950 года в дер. Ясная Поляна Тульской области.
В 1971 году — окончил физический факультет Ереванского госуниверситета.
После окончания ВУЗа занимался научной деятельностью в Институте физических исследований АН Армении (г. Аштарак).
В 1981 году — защитил кандидатскую диссертацию, тема: «Поляризационные свойства КР и резонансной флуоресценции в сильном поле».
В 1992 году — защитил докторскую диссертацию, тема: «Вынужденное четырёхфотонное параметрическое рассеяние ультракоротких адиабатических импульсов света».
С 1997 года являлся ученым секретарем Института оптико-нейронных технологий РАН, с 1999 года — заместитель директора по науке, с 2002 года — директор института.
С 2006 года по настоящее время — директор Центра оптико-нейронных технологий Научно-исследовательского института системных исследований РАН.
В 2006 году — избран членом-корреспондентом РАН.

## Научная деятельность
Специалист в области оптико-нейронных систем обработки информации, нейроинформатики и нелинейной оптики.
Сфера научной деятельности: теория систем векторной ассоциативной памяти; разработка новых алгоритмов классификации и идентификации, алгоритмов быстрого поиска и привязки по цифровым полям; исследование топологии квадратичных функционалов в конфигурационном пространстве и разработка эффективных оптимизационных алгоритмов для NP-сложных задач в физике и информатике.
Главный редактор журнала «Optical Memory and Neural Networks (Information Optics)», Allerton Press; Президент Российской ассоциации нейроинформатики, член Международного нейросетевого сообщества INNS и Научного совета «Научные основы построения вычислительных, телекоммуникационных и локационных систем» Отделения нанотехнологий и информационных технологий РАН, член редакционной коллегии журнала «Компьютерная оптика».
Автор и соавтор 180 научных работ.
Под его руководством защищено 3 кандидатские диссертации.

## Награды
- Благодарность Президента Российской Федерации (5 февраля 2024 года) — за заслуги в развитии отечественной науки, многолетнюю плодотворную деятельность и в связи с 300-летием со дня основания Российской академии наук[2]